# いわきグリーンスタジアム

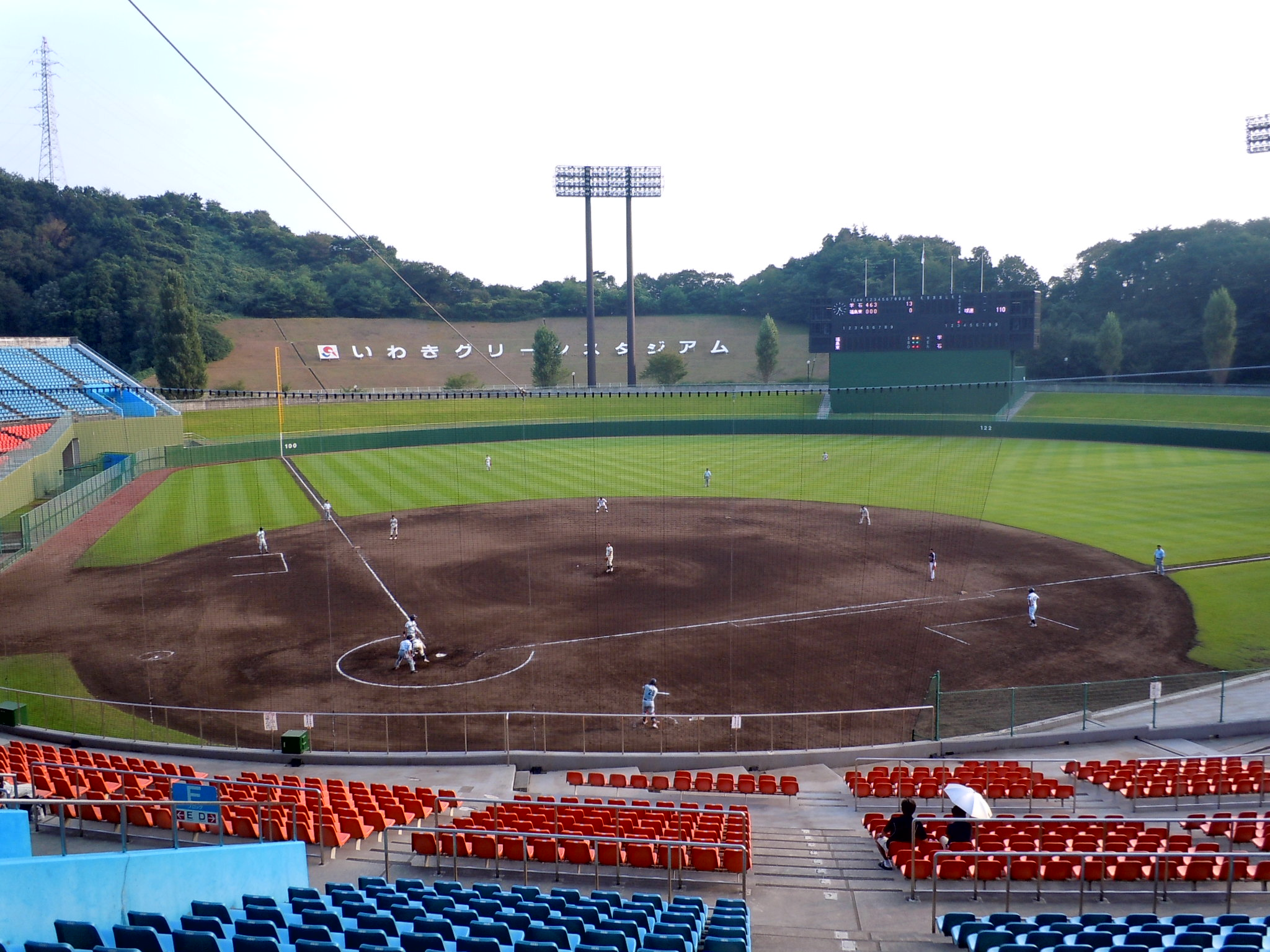
バックネット裏からの眺望

いわきグリーンスタジアムは、福島県いわき市の21世紀の森公園内にある野球場。施設はいわき市が所有し、いわき市公園緑地観光公社が指定管理者として運営管理を行っている。

## 歴史
1995年に開催された第50回国民体育大会に向け、球技場（いわきグリーンフィールド、ラグビーの会場として使用）と共に「21世紀の森公園野球場」の仮称で整備され、高校野球・硬式の会場として使用された。内野スタンドの外観は、千葉マリンスタジアムを参考にしたといわれる。
開場以来高校野球、大学野球などアマチュア野球公式戦が行われている。また、プロ野球公式戦は年1～2試合程度開催。例年東京ヤクルトスワローズ、東北楽天ゴールデンイーグルスの主催で、同県福島市の福島県営あづま球場もしくは茨城県ひたちなか市のひたちなか市民球場との2連戦が組まれている。2010年･2014年にも読売ジャイアンツ主催試合が組まれているが、同じくこの日程である。
2007年春には施設を一部改修、スコアボードを高輝度放電管方式からフルカラーLED方式とした。審判表示部と選手名表示部を使用してフルカラーによるメッセージ表示が可能となり（ただし全面表示ではなく、各行にスペースがあるため、視認性は余り良好ではない）、イニングスコア部のチーム名表示部でチームロゴ等の表示ができるようになった。また、試合結果表示部を使用して球速表示が行えるようになっている他、ネット裏のサブスコアボードもカラー化されている。
2013年7月22日、日本野球機構が東北地方太平洋沖地震復興支援事業の一環として、オールスターゲーム第3戦を当球場にて開催した。
2015年は、この年よりベースボール・チャレンジ・リーグに加入した福島ホープス（現・福島レッドホープス）が試合を開催し、公式戦では最多となる8試合を実施した。2016年は予定された1試合が降雨ノーゲームとなり、代替試合を別の球場でおこなったため、開催実績はなかった。2017年以降も開催されてこなかった（同じいわき市内にあるいわき南部スタジアムでは開催を継続）が、2022年4月16日に、7年ぶりとなる公式戦1試合が開催された。

## 施設概要
- グラウンド面積：14,190平方メートル（m2）
- 両翼：100メートル（m）、中堅：122 m
- 内野：土、外野：天然芝
- スコアボード：フルカラーLED方式
  - 表示形態は前述の通り。なおイニングスコア部は得点のみで、安打数・失策数の表示部は設けられていない。
- 照明設備：照明塔6基（最大平均照度：内野2000Lx、外野1500Lx）
- 収容人員：30,000人（内野：14,240人、外野：15,760人）
- スタンド：内野：固定席、外野：芝生席
  - レフト側芝生席後方に「いわきグリーンスタジアム」と大きく書かれたパネルが設置されている。

## 命名権
いわき市では21世紀の森公園内の施設を対象に命名権を募集したところ、いわきグリーンスタジアムについては福島県郡山市に本社を置くスーパーマーケットチェーンのヨークベニマルが命名権を取得し、2023年10月1日より「ヨークいわきスタジアム」の施設名を使用することになった。契約期間は2023年10月1日から2028年9月30日までの5年間で、契約料は年額510万円（税別）。

## 交通
- JR東日本湯本駅よりタクシー約10分
  - プロ野球等開催時は湯本駅・いわき駅より臨時シャトルバス運行あり
- 常磐自動車道・いわき湯本ICより約15分、いわき中央ICより約12分